# Balla Tamás (népmesegyűjtő)
Balla Tamás (Magyardécse, 1951. május 14. –) magyar mesegyűjtő.

## Életútja
A besztercei 2. sz. líceum Fiatal Szívvel Irodalmi Körének tagjaként 1967-ben a Borsszem Péter című mesével megnyerte a Pionír ifjúsági lap népmesegyűjtési pályázatát, majd két év alatt nagybátyjának, Balla Jánosnak egész mesekészletét lejegyezte. A gyűjtemény Fehér Virág és Fehér Virágszál címmel jelent meg, szerkesztette és az utószót írta Faragó József (1970).

## Művei
- Fehér virág és fehér virágszál. Magyardécsei népmesék; gyűjt. Balla Tamás, mesélte Balla János, szerk. és utószó Faragó József; Kriterion, Bukarest, 1970
- A világéneklő madár. Magyardécsei népmesék; mesélte Balla János, gyűjt. Balla Tamás; Corvin, Déva, 2013